# Cubaris tarangensa
Cubaris tarangensa är en kräftdjursart som först beskrevs av Gustav Budde-Lund 1904.  Cubaris tarangensa ingår i släktet Cubaris och familjen Armadillidae. Inga underarter finns listade i Catalogue of Life.